# Antiga teoria quàntica
L'antiga teoria quàntica és una col·lecció de resultats dels anys 1900–1925 anteriors a la mecànica quàntica moderna. La teoria no va ser mai completa ni autoconsistent, sinó que va ser un conjunt de correccions heurístiques a la mecànica clàssica. La teoria s'ha arribat a entendre com l'aproximació semiclàssica a la mecànica quàntica moderna. Els èxits principals i finals de l'antiga teoria quàntica van ser la determinació de la forma moderna de la taula periòdica per part d'Edmund Stoner i el principi d'exclusió de Pauli, que es basaven ambdós en les millores d'Arnold Sommerfeld al model de Bohr de l'àtom.
L'eina principal de l'antiga teoria quàntica era la condició de quantització de Bohr-Sommerfeld, un procediment per a la selecció de determinats estats permesos d'un sistema clàssic: el sistema només pot existir en un dels estats permesos i no en cap altre estat.

## Història
La vella teoria quàntica va ser instigada pel treball de 1900 de Max Planck sobre l'emissió i absorció de llum en un cos negre amb el seu descobriment de la llei de Planck que introduïa el seu quàntic d'acció, i va començar de debò després del treball d'Albert Einstein sobre les calors específiques. de sòlids el 1907 el va cridar l'atenció de Walther Nernst. Einstein, seguit de Debye, va aplicar els principis quàntics al moviment dels àtoms, explicant l'anomalia específica de la calor.
El 1910, Arthur Erich Haas desenvolupa el model atòmic de JJ Thomson en el seu article de 1910 que descriu un tractament de l'àtom d'hidrogen que implica la quantificació d'orbitals electrònics, anticipant així el model de Bohr (1913) en tres anys.
John William Nicholson és el primer a crear un model atòmic que va quantificar el moment angular com h/2π. Niels Bohr el va citar en el seu article de 1913 sobre el model de Bohr de l'àtom.
El 1913, Niels Bohr va mostrar rudiments del principi de correspondència definit posteriorment i el va utilitzar per formular un model de l'àtom d'hidrogen que explicava l'espectre de línies. En els anys següents, Arnold Sommerfeld va estendre la regla quàntica a sistemes integrables arbitraris fent ús del principi d'invariància adiabàtica dels nombres quàntics introduït per Lorentz i Einstein. Sommerfeld va fer una contribució crucial quantificant la component z del moment angular, que a l'antiga era quàntica s'anomenava "quantització espacial" (en alemany: Richtungsquantelung). Aquest model, que es va conèixer com el model de Bohr-Sommerfeld, va permetre que les òrbites de l'electró fossin el·lipses en lloc de cercles, i va introduir el concepte de degeneració quàntica. La teoria hauria explicat correctament l'efecte Zeeman, llevat del problema de l'espín electrònic. El model de Sommerfeld era molt més proper a la imatge de la mecànica quàntica moderna que el de Bohr.

Les extensions de Sommerfeld del model de Bohr del sistema solar de 1913 de l'àtom d'hidrogen que mostren l'addició d'òrbites el·líptiques per explicar l'estructura fina espectral.

Al llarg de la dècada de 1910 i fins ben entrada la dècada de 1920, molts problemes van ser atacats mitjançant l'antiga teoria quàntica amb resultats contradictoris. Es van comprendre els espectres de rotació i vibració molecular i es va descobrir l'espín de l'electró, que va provocar la confusió de nombres quàntics mig enters. Max Planck va introduir l'energia del punt zero i Arnold Sommerfeld va quantificar semiclàssic l'àtom d'hidrogen relativista. Hendrik Kramers va explicar l'efecte Stark. Bose i Einstein van donar les estadístiques quàntiques correctes per als fotons.
Kramers va donar una prescripció per calcular les probabilitats de transició entre estats quàntics en termes de components de Fourier del moviment, idees que es van estendre en col·laboració amb Werner Heisenberg a una descripció semiclàssica de probabilitats de transició atòmica semblant a una matriu. Heisenberg va reformular tota la teoria quàntica en termes d'una versió d'aquestes matrius de transició, creant la mecànica matricial.
L'any 1924, Louis de Broglie va introduir la teoria ondulatòria de la matèria, que Albert Einstein va ampliar poc temps després a una equació semiclàssica per a ones de matèria. El 1926 Erwin Schrödinger va trobar una equació d'ona completament mecànica quàntica, que reproduïa tots els èxits de l'antiga teoria quàntica sense ambigüitats i inconsistències. La mecànica ondulatòria de Schrödinger es va desenvolupar per separat de la mecànica matricial fins que Schrödinger i altres van demostrar que els dos mètodes prediuen les mateixes conseqüències experimentals. Paul Dirac va demostrar més tard el 1926 que tots dos mètodes es poden obtenir a partir d'un mètode més general anomenat teoria de la transformació.
A la dècada de 1950 Joseph Keller va actualitzar la quantificació de Bohr–Sommerfeld utilitzant la interpretació d'Einstein de 1917, ara coneguda com a mètode d'Einstein–Brillouin–Keller. El 1971, Martin Gutzwiller va tenir en compte que aquest mètode només funciona per a sistemes integrables i va derivar una manera semiclàssica de quantificar sistemes caòtics a partir de les integrals de camí.

## Limitacions
L'antiga teoria quàntica tenia algunes limitacions:
- L'antiga teoria quàntica no proporciona cap mitjà per calcular les intensitats de les línies espectrals.
- No explica l'efecte Zeeman anòmal (és a dir, on no es pot descuidar el gir de l'electró).
- No pot quantificar sistemes "caòtics", és a dir, sistemes dinàmics en els quals les trajectòries no són ni tancades ni periòdiques i la forma analítica dels quals no existeix. Això presenta un problema per a sistemes tan simples com un àtom de 2 electrons que és clàssicament caòtic de manera anàloga al famós problema gravitatori de tres cossos.

Tanmateix, es pot utilitzar per descriure àtoms amb més d'un electró (per exemple, Heli) i l'efecte Zeeman. Més tard es va proposar que l'antiga teoria quàntica és de fet l'aproximació semi-clàssica a la mecànica quàntica canònica però les seves limitacions encara estan sota investigació.